# Gare d'Orgon
La gare d'Orgon est une gare ferroviaire française située sur le territoire de la commune d'Orgon, dans le département des Bouches-du-Rhône, en région Provence-Alpes-Côte d'Azur.
C'est une gare de la Société nationale des chemins de fer français (SNCF), desservie par des trains régionaux du réseau TER Provence-Alpes-Côte d'Azur. C'est également ouverte au service du fret.

## Situation ferroviaire
Établie à 85 mètres d'altitude, la gare d'Orgon est située au point kilométrique (PK) 38,619 de la ligne d'Avignon à Miramas, peu après le viaduc d'Orgon — sur la Durance —, entre les gares ouvertes aux voyageurs de Cavaillon (s'intercalent la gare fret de Cavaillon-MIN et la gare fermée de Cheval-Blanc) et de Sénas. C'est une ancienne gare de bifurcation, aboutissement des lignes fermées de Tarascon à Orgon et de Barbentane à Orgon (Compagnie des chemins de fer départementaux des Bouches-du-Rhône).

## Fréquentation
De 2015 à 2023, selon les estimations de la SNCF, la fréquentation annuelle de la gare s'élève aux nombres indiqués dans le tableau ci-dessous.
| Année               | 2015  | 2016  | 2017  | 2018  | 2019   | 2020   | 2021   | 2022   | 2023   |
| ------------------- | ----- | ----- | ----- | ----- | ------ | ------ | ------ | ------ | ------ |
| Nombre de voyageurs | 9 142 | 9 611 | 9 723 | 9 489 | 14 277 | 12 057 | 18 996 | 22 401 | 24 903 |

## Service des voyageurs

### Accueil

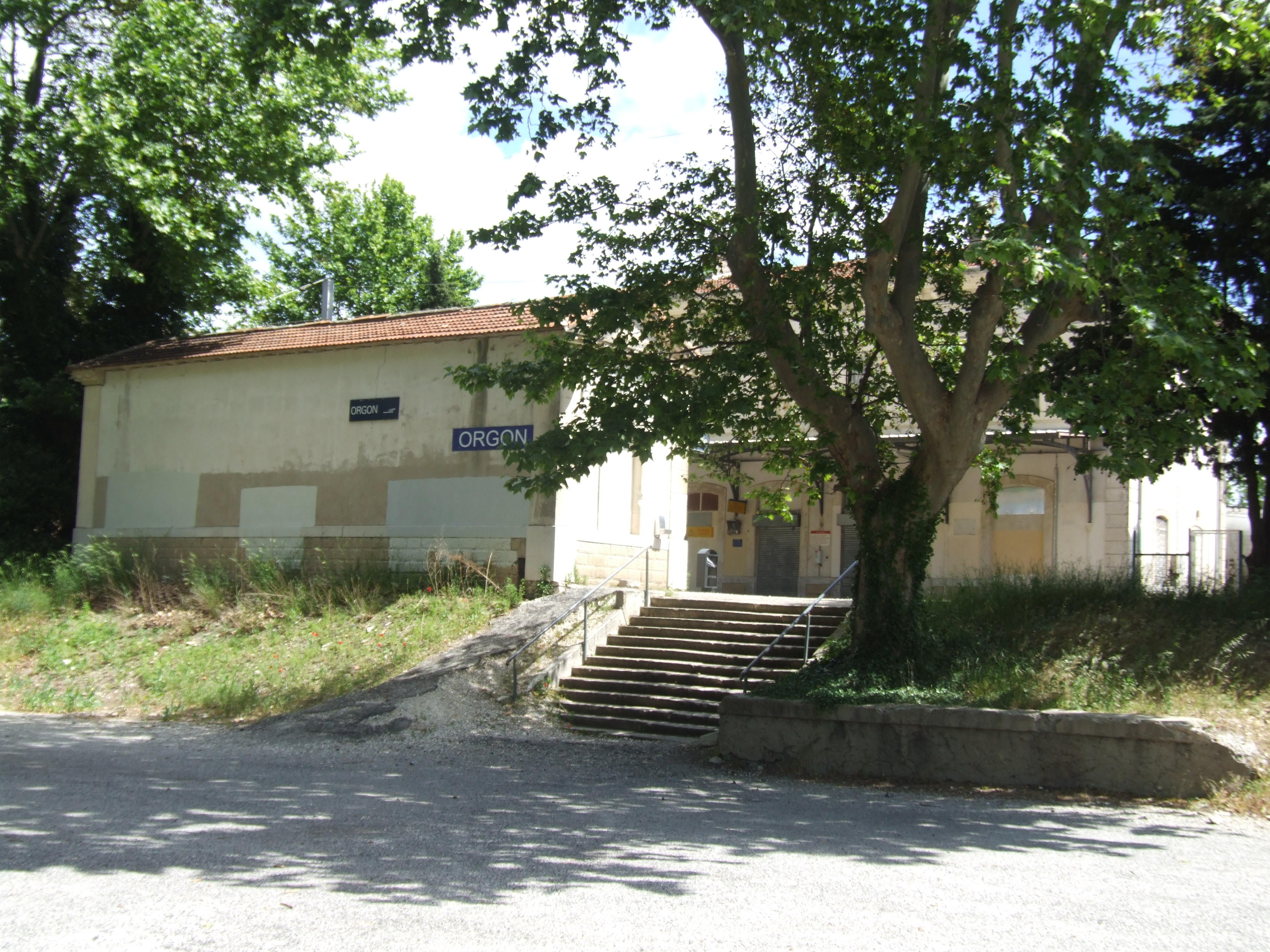
Accès à la halte.

Orgon est une halte de la SNCF, de type point d'arrêt non géré (PANG), à accès libre.

### Desserte
Orgon est desservie par des trains omnibus TER Provence-Alpes-Côte d'Azur assurant des missions entre les gares d'Avignon TGV, d'Avignon-Centre, de Miramas et de Marseille-Saint-Charles.

### Intermodalité
Le stationnement des véhicules est possible près de l'accès à la halte.

## Service des marchandises
La gare d'Orgon est ouverte au service du fret, pour la desserte d'une installation terminale embranchée.

## Au cinéma
Deux courtes scènes du film Un balcon sur la mer (2010) ont été tournées à la gare d'Orgon. On y voit Marie-Jeanne Mandonato (Marie-Josée Croze) être déposée près de l'accès à la halte, puis attendant un train sur le quai attenant à l'ancien bâtiment voyageurs.